# Rossianidae
Rossianidae zijn een familie van schietmotten.